# Chevannes, Côte-d'Or
 Chevannes  là một xã ở tỉnh Côte-d’Or trong vùng Bourgogne, phía đông nước Pháp. Khu vực này có độ cao từ 325-636 mét trên mực nước biển.